# Rödbukig malimbe
Rödbukig malimbe (Malimbus erythrogaster) är en fågel i familjen vävare inom ordningen tättingar.

## Utbredning och systematik
Rödbukig malimbe behandlas antingen som monotypisk eller delas in i två underarter med följande utbredning:
- M. e. erythrogaster – förekommer från Nigeria och Kamerun till öst-centrala Kongo-Kinshasa, Sudan och Uganda
- M. e. fagani – förekommer i östra Kongo-Kinshasa (Ituri och Semliki)

## Status
IUCN kategoriserar arten som livskraftig.